# سانتياغو راميريز
سانتياغو راميريز (بالإسبانية: Santiago Ramírez) هو دراج كولومبي، ولد في 20 يوليو 1994 في كالي في كولومبيا.

## وصلات خارجية
- سانتياغو راميريز على موقع أرشيف الدراجات (الإنجليزية)
- سانتياغو راميريز على موقع إحصائيات الدراجات الإحترافية (الإنجليزية)
- سانتياغو راميريز على موقع CycleBase (الإنجليزية)
- سانتياغو راميريز على موقع اللجنة الأولمبية الدولية (الإنجليزية)
- سانتياغو راميريز على موقع أوليمبيديا (الإنجليزية)